# Myckelgensjö
Myckelgensjö – miejscowość (småort) w Szwecji w gminie Örnsköldsvik w regionie Västernorrland. Około 50 mieszkańców.